# Шак Сварт
Єсая «Шак» Сварт (нід. Jesaia "Sjaak" Swart, нар. 3 липня 1938, Амстердам) — нідерландський футболіст, що грав на позиції нападника за клуб «Аякс», а також національну збірну Нідерландів.
Рекордсмен «Аякса» за кількістю офіційних матчів в усіх турнірах (603).

## Клубна кар'єра
Народився 3 липня 1938 року в Амстердамі.
Вихованець футбольної школи «Аякса». Дорослу футбольну кар'єру розпочав 1956 року в основній команді того ж клубу, кольори якої і захищав протягом усієї своєї кар'єри гравця, що тривала вісімнадцять років. Більшість часу, проведеного у складі «Аякса», був основним гравцем атакувальної ланки команди. Провів за команду рекордні 603 матчі в усіх турнірах, в яких забив 227 голів.
У складі «Аякса» вісім разів виборював титул чемпіона Нідерландів, тричі ставав володарем Кубка чемпіонів УЄФА, вігравав Суперкубок УЄФА та Міжконтинентальний кубок.

## Виступи за збірну
1960 року дебютував в офіційних матчах у складі національної збірної Нідерландів.
Загалом протягом кар'єри у національній команді, яка тривала 13 років, провів у її формі 30 матчів, забивши 10 голів.

## Статистика виступів

### Статистика клубних виступів
| Сезон     | Команда   | Чемпіонат | Чемпіонат | Чемпіонат | Національний кубок | Національний кубок | Національний кубок | Континентальні кубки | Континентальні кубки | Континентальні кубки | Інші змагання | Інші змагання | Інші змагання | Усього | Усього |
| Сезон     | Команда   | Ліга      | Ігор      | Голів     | Ліга               | Ігор               | Голів              | Ліга                 | Ігор                 | Голів                | Ліга          | Ігор          | Голів         | Ігор   | Голів  |
| --------- | --------- | --------- | --------- | --------- | ------------------ | ------------------ | ------------------ | -------------------- | -------------------- | -------------------- | ------------- | ------------- | ------------- | ------ | ------ |
| 1956–57   | «Аякс»    | ЕД        | 5         | -         | КН                 | 1                  | -                  |                      |                      |                      | -             | -             | -             | 6      | -      |
| 1957–58   | «Аякс»    | ЕД        | 19        | 4         | КН                 | -                  | -                  | КЧ                   | 2                    | -                    | -             | -             | -             | 21     | 4      |
| 1958–59   | «Аякс»    | ЕД        | 7         | 3         | КН                 | 5                  | 4                  |                      | -                    | -                    | -             | -             | -             | 12     | 7      |
| 1959–60   | «Аякс»    | ЕД        | 29+5      | 18+4      | КН                 | -                  | -                  |                      | -                    | -                    | -             | -             | -             | 34     | 22     |
| 1960–61   | «Аякс»    | ЕД        | 33        | 9         | КН                 | 7                  | 3                  | КЧ                   | 2                    | 1                    | -             | -             | -             | 42     | 13     |
| 1961–62   | «Аякс»    | ЕД        | 33        | 5         | КН                 | 2                  | 1                  | ККР + КВК            | 10                   | 4                    | -             | -             | -             | 45     | 10     |
| 1962–63   | «Аякс»    | ЕД        | 28        | 5         | КН                 | 2                  | 0                  | ККР                  | 3                    | 2                    | -             | -             | -             | 33     | 7      |
| 1963–64   | «Аякс»    | ЕД        | 30        | 12        | КН                 | 5                  | -                  | ККР                  | 1                    | -                    | -             | -             | -             | 36     | 12     |
| 1964–65   | «Аякс»    | ЕД        | 29        | 11        | КН                 | 1                  | -                  | -                    | -                    | -                    | -             | -             | -             | 30     | 11     |
| 1965–66   | «Аякс»    | ЕД        | 30        | 10        | КН                 | 5                  | 3                  | -                    | -                    | -                    | -             | -             | -             | 35     | 13     |
| 1966–67   | «Аякс»    | ЕД        | 34        | 23        | КН                 | 5                  | 3                  | КЧ                   | 6                    | 3                    | -             | -             | -             | 45     | 29     |
| 1967–68   | «Аякс»    | ЕД        | 33        | 12        | КН                 | 7                  | 2                  | КЧ                   | 2                    | -                    | -             | -             | -             | 42     | 14     |
| 1968–69   | «Аякс»    | ЕД        | 32        | 13        | КН                 | 3                  | 2                  | КЧ                   | 14                   | 5                    | -             | -             | -             | 49     | 20     |
| 1969–70   | «Аякс»    | ЕД        | 31        | 13        | КН                 | 6                  | 1                  | КЯ                   | 10                   | 6                    | -             | -             | -             | 47     | 20     |
| 1970–71   | «Аякс»    | ЕД        | 31        | 16        | КН                 | 6                  | 1                  | КЧ                   | 8                    | 1                    | -             | -             | -             | 45     | 18     |
| 1971–72   | «Аякс»    | ЕД        | 33        | 11        | КН                 | 5                  | 3                  | КЧ                   | 9                    | 3                    | -             | -             | -             | 47     | 17     |
| 1972–73   | «Аякс»    | ЕД        | 26        | 9         | КН                 | 1                  | -                  | КЧ                   | 5                    | 1                    | МКК           | 2             | -             | 34     | 10     |
| Усього за | Усього за | Усього за | 468       | 178       |                    | 61                 | 23                 |                      | 72                   | 26                   |               | 2             | -             | 603    | 227    |

## Титули і досягнення
- Чемпіон Нідерландів (8):

«Аякс»: 1956–1957, 1959–1960, 1965–1966, 1966–1967, 1967–1968, 1969–1970, 1971–1972, 1972–1973
- Володар Кубка Нідерландів (5):

«Аякс»: 1960–1961, 1966–1967, 1969–1970, 1970–1971, 1971–1972
- Володар Кубка чемпіонів УЄФА (3):

«Аякс»: 1970–1971, 1971–1972, 1972–1973
- Володар Суперкубка УЄФА (1):

«Аякс»: 1973
- Володар Міжконтинентального кубка (1):

«Аякс»: 1972